# توني آن
توني آن (هانغل: 토니 안) هو مغني كوري جنوبي، ولد في 7 يونيو 1978.

## وصلات خارجية
- الموقع الرسمي
- توني آن على موقع ميوزك برينز (الإنجليزية)